# Haarlemmerliede en Spaarnwoude

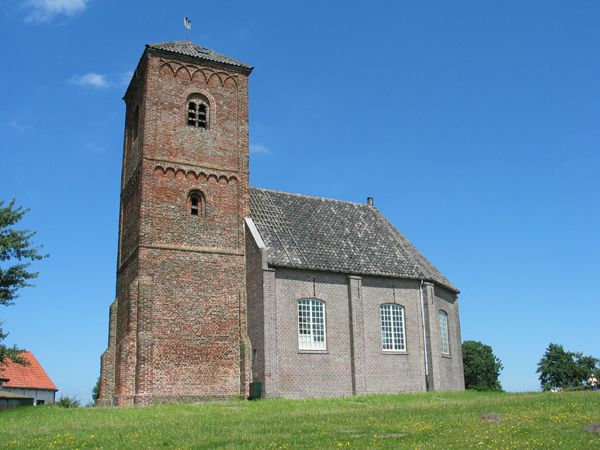
Kirche von Spaarnwoude

Haarlemmerliede en Spaarnwoude (anhörenⓘ) war eine Gemeinde in der niederländischen Provinz Nordholland mit einer Fläche von 21,19 km² und 6054 Einwohnern (Stand 30. September 2018). Zum 1. Januar 2019 wurde die Gemeinde mit Haarlemmermeer zusammengeschlossen.
Der Bau des Erholungsgebiets Spaarnwoude hat die Gemeinde von einer vorwiegend agrarisch geprägten Gemeinschaft verändert hin zu einer Stelle, zu dem die Städter aus der Randstad kommen, um spazieren zu gehen, Fahrrad zu fahren, zu fischen, zu golfen, die Natur zu genießen und mit dem Boot zu fahren.

## Ortsteile
In den Ortsteilen Halfweg und Spaarndam-Oost bestehen Industriegebiete, die stark wachsen und der vormals ruhigen Gemeinde auf dem platten Land zunehmend ihr Gepräge geben.
Die Gemeinde besteht aus folgenden Ortsteilen:
- Spaarnwoude
- Spaarndam-Oost
- Haarlemmerliede
- Halfweg (Sitz der Gemeindeverwaltung)

## Geschichte
Die Gemeinde Haarlemmerliede en Spaarnwoude ist am 8. September 1857 durch Zusammenschluss der beiden Gemeinden Haarlemmerliede und Spaarnwoude entstanden. Die ursprüngliche Vorstellung war, dass die Gemeinde den Namen Haarlemmerliede erhält. Auf Druck der Bürger von Spaarnwoude wurde schließlich aber doch der Name ihrer Gemeinde angefügt. Schließlich war Spaarnwoude auch das ältere der beiden Dörfer und diente jahrhundertelang als Zentrum für Gottesdienst und Schule für die umliegenden Dörfer.
Am 27. September 1863 kamen die Gemeinden Houtrijk, Polanen (Halfweg und Umgebung) und Zuidschalkwijk (das gegenwärtige Stadtviertel Schalkwijk in Haarlem Zuidoost) dazu. Nach der Einpolderung des Houtrak, einem Teil der IJ-Bucht, vergrößerte sich das Gemeindegebiet 1874 um den recht großen Houtrakpolder.

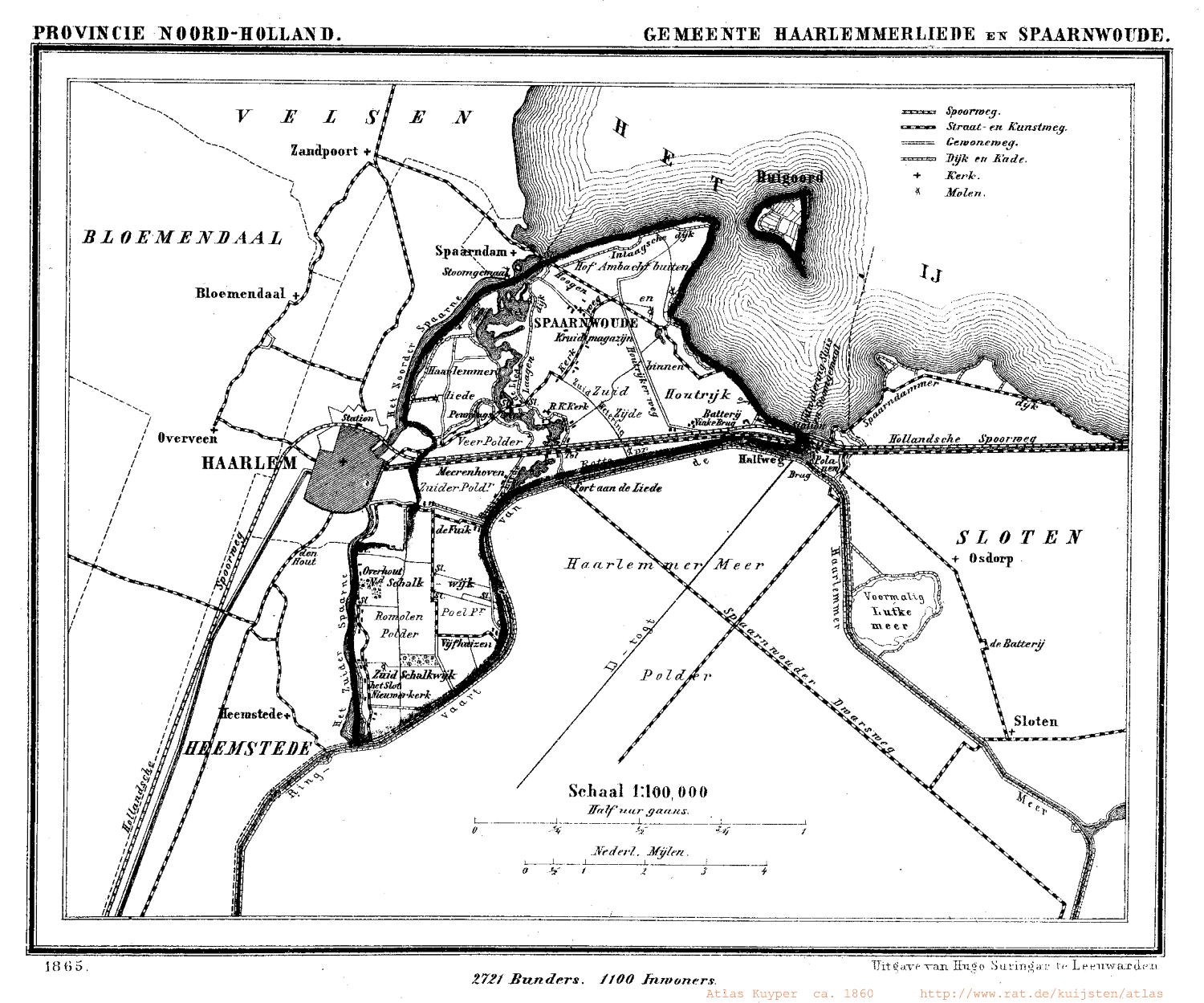
Die Gemeinde im 19ten Jahrhundert. Rechts oben die Insel Ruigoord in der IJ-Bucht.

Am 1. Mai 1927 erfolgte eine Neueinteilung der Grenzen rings um die Gemeinde Haarlem, wodurch sich diese kräftig ausbreitete. Die Gemeinden Schoten und Spaarndam gingen in Haarlem auf. Für Haarlemmerliede en Spaarnwoude bedeutete dies den Verlust des Waarderpolders und von Teilen des Veerpolders, des Zuiderpolders und des Romolenpolders an Haarlem.
Am 1. Oktober 1963 wurde der Rest dieser Polder an Haarlem übertragen. Dabei wurde das ganze Dorf Zuidschalkwijk Teil der Gemeinde Haarlem.
1963 und 1970 kam ein Großteil des Houtrakpolders zur Gemeinde Amsterdam, die ihren Hafen ausbauen wollte. Das ging nicht ohne Konflikte ab: So wurde die Insel Ruigoord, ein Teil des Polders, von Gegnern der „Annexion“ besetzt, nachdem die ursprünglichen Bewohner umgesiedelt waren. Auch der damalige Bürgermeister Frank IJsselmuiden hat sich immer deutlich gegen die Ausbreitung des Amsterdamers Hafengebiets ausgesprochen.

## Politik

### Fusion
Im Jahr 2016 beschloss man, die Gemeinde nach Amsterdam, Haarlemmermeer oder Velsen einzugliedern. Am 28. Juni 2016 entschied man sich schließlich, eine Eingemeindung nach Haarlemmermeer einzugehen. Der Zeitpunkt der Zusammenschließung war auf den 1. Januar 2019 datiert.

### Sitzverteilung im Gemeinderat
Die Kommunalwahlen vom 19. März 2014 ergaben folgende Sitzverteilung:
| Partei     | Sitze | Sitze | Sitze | Sitze |
| Partei     | 2002  | 2006  | 2010  | 2014  |
| ---------- | ----- | ----- | ----- | ----- |
| CDA        | 4     | 4     | 2     | 4     |
| D66        | 2     | 1     | 3     | 3     |
| VVD        | 3     | 3     | 4     | 2     |
| GroenLinks | —     | —     | 1     | 1     |
| PvdA       | 2     | 3     | 1     | 1     |
| Gesamt     | 11    | 11    | 11    | 11    |

Aufgrund der Fusion zum 1. Januar 2019 fanden die Wahlen für den Rat der (neuen) Gemeinde Haarlemmermeer am 21. November 2018 statt.

### Bürgermeister
Vom 1. Februar 2013 bis zum Zeitpunkt der Gemeindeauflösung war Pieter Heiliegers (VVD) amtierender Bürgermeister, sein Vorgänger war Bert Bruijn (PvdA), der ab 2007 das Amt bekleidet hatte. Zu seinem Kollegium zählten die Beigeordneten Raymond van Haeften (D66), Bob Graal (VVD) und der Gemeindesekretär Fred Koot.

### Städtepartnerschaften
Partnergemeinden waren Lanckorona in Polen und Saxilby in Großbritannien.

## Töchter und Söhne der Gemeinde
- Cornélie Huygens (1848–1902), Frauenrechtlerin, Autorin und Sozialdemokratin* Henk Ooms (1916–1993), Bahnradsportler, geboren in Halfweg
- Barend Biesheuvel (1920–2001), Politiker, 1971–1973 niederländischer Ministerpräsident
- Henny Schouten (* 1938), Radrennfahrer
- Gerard Wesseling (* 1939), Radrennfahrer
- Jan Fransen (* 1940), Radrennfahrer